# کارین آلفردسون
کارین آلفردسون (انگلیسی: Karin Alfredsson؛ زادهٔ ۱۹۵۳) نویسنده، و روزنامه‌نگار اهل سوئد است. وی پس از فارغ‌التحصیل شدن در رشته خبرنگاری از دانشگاه اومئو، خبرنگار روزنامه آفتونبلادت شد.

## فعالیت‌ها و آثار
آلفردسون برای مجله‌های مختلف از جمله افتن بلادت مقاله می‌نوشت. او تولیدکننده برنامه‌های متعدد تلویزیونی برای پخش در تلویزیون کانال SVT سوئد بود. وی از جمله مجری برنامه کانال ۴ تلویزیون سوئد بوده‌است. بسیاری از نوشته‌های او به مسایل زنان اختصاص دارد: اولین کتاب او «شخص به کسی که عشق می‌ورزد او را کتک می‌زند» بود و در آن به عکسهایی از اوللا لمبری و ضرب و شتمی که به بسیاری از زنان اعمال می‌شد، را توضیح می‌دهد. با سری رمانهای مهیج بنام «۸۰ درجه از آب گرم» با ایفای نقش اول دکتر شرایط زنان دردنیا شرح می‌دهد. در اولین رمان، تمرکزش روی آفریقای جنوبی بود، که اولین مدرک آکادمی جرم سوئد، را نصیب خود کرد، در رمان «زنان طبقه دهم» شرایط زنان در هانوی را برجسته می‌کند. در کتاب «ساعت ۲۱٬۳۷ دقیقه» ستم جنسی و واکنش کاتولیکها در لهستان را تشریح می‌کند. این کتاب با اینکه فقط به سوئدی چاپ شده بود، به دلیل انتقادی که به مقاومت دربرابر سقط جنین می‌کرد، جنجال زیادی را در لهستان براه انداخت.
کتاب چهارم با عنوان «الهه ششم»، وضعیت زنان در هند را توصیف می‌کند. کتاب شماره پنج او در ماه اوت سال ۲۰۱۱ با نام «پسر در آسانسور۵۴» منتشرشد و در پاکستان و دبی بازتاب پیدا کرد. این کتاب از طرف آکادمی جرم سوئد بهترین کتاب سال ۲۰۱۱ انتخاب شد. کتابهای او به زبانهای دانمارکی، هلندی، لهستانی و ایسلندی نیز ترجمه شده‌اند. او همچنین استاد مهمان روزنامه‌نگاری، در دانشگاه اومئو بود. او در تدوین مجموعه داستان دختر خالکوبی کمک کرده‌است. کتاب‌های او ازجمله داستان‌های جنایی‌اش، عمدتاً به مسایل زنان می‌پردازد. آلفردسون هم‌اکنون در استکهلم زندگی می‌کند.

## سایر اقدامات
آلفردسون در طول دهه ۱۹۸۰، بر این اعتقاد بود که باید دولت سوئد را به عنوان عامل اصلی، وادار کرد تا علیه خشونت خانگی اقدام کند. او مؤسس و مدیر مؤسسه «علت مرگ زن» بود که یک نهاد غیردولتی با هدف متوقف ساختن خشونت علیه زنان است و در ده کشور فعالیت داشت.
از اول ماه مه ۲۰۱۲ تا بهار ۲۰۱۵ کارین آلفردسون مدیریت این مؤسسه درکشورهای جنوب آفریقا، مالاوی، زامبیا، زیمبابوه و موزامبیک بر عهده داشت.